# ConSentiency-Universum
Der Caleban-Zyklus oder das ConSentiency-Universum ist eine Schöpfung des Science-Fiction-Autors Frank Herbert. Es umfasst die Kurzgeschichten Aufs Geschirr kommt es an (A matter of traces) (1958), Der taktvolle Saboteur (1964), sowie die Romane Der letzte Caleban (1970) und Das Dosadi-Experiment (1977).

## Das ConSentiency-Universum
Viele tausend Jahre in der Zukunft haben die Menschen und andere bewusste Wesen, die alle als „Sentients“ (Fühlende, Bewusste) bezeichnet werden, große Teile der Galaxis besiedelt. Sie leben in einer Art föderativen Staatsordnung zusammen, wobei einige Völker wie die reptilienartigen Palenki oder die amphibienähnlichen Gowachin stärkere Autonomie genießen. Die Gesellschaft ist grundsätzlich demokratisch organisiert, in der das sogenannte Büro für Sabotage (BuSab) eine spezielle Rolle als galaktischer Sicherheits- und Geheimdienst spielt. Jorj. X. Mckie ist einer der Agenten dieses Dienstes und taucht in allen Geschichten des Zyklus auf. Äußerlich und charakterlich eher ein Anti-Held, erledigt Mckie seine Aufträge meist durch Einfühlungsvermögen für fremdartige Spezies, unkonventionelle Ansätze und manchmal durch seinen Sinn für Humor.

## Aufs Geschirr kommt es an
Auf dem Planeten Aspidiske VII des Sterns Iota Carinae findet eine Anhörung des „Sonderkommittees für Intergalaktische Kultur“ statt. Die Versammelten, darunter Jorj. X. Mckie behandeln das Thema Bewahrung historisch bedeutsamer Objekte auf Pionierwelten wie Gomeisa III des Sterns Beta Canis Minoris. Ein alter Siedler namens Hilmot Gustin wird interviewt und es stellt sich heraus, dass er Erfinder des Rollitors ist, mit dem eine ballförmige Lebensform als Zugtier nutzbar gemacht werden konnte. Tatsächlich findet sich der allererste Rollitor noch in einer Halle und kann nun als Museumsstück ausgestellt werden.

## Der taktvolle Saboteur
Der „bevollmächtigte“ oder Außerordentliche Saboteur Jorj X. McKie ist gezwungen, seinen Chef und Direktor des Büros für Sabotage (BuSab) außer Gefecht zu setzen, um den verschwundenen Agenten Napoleon Bildoon ausfindig zu machen. Dieser gehört dem Volk der Pan-Spechi an, die nicht aus isolierten Individuen, sondern aus Gruppen von fünf Wesen bestehen, deren Ichbewusstsein nur zeitweise in einem Individuum vorhanden ist und dann weitergegeben wird. McKies Problem ist die Kommunikation mit den Pan-Spechi und die Verwendung delikater Informationen in einem Gerichtsverfahren, das die Existenz des BuSab bedroht.

## Der letzte Caleban
Etwa 90 Jahre vor den Ereignissen der Geschichte (Whipping Star im englischen Original) tauchten die Calebans (oder Calebaner) auf und boten den raumfahrenden Völkern der Galaxis, die immerhin schon überlichtschnelle Raumschiffe verwendeten, den Gebrauch von Sprungtüren für die Teleportation an. Mit dieser sogenannten S´eye-Technologie war die sofortige Reise von und zu beliebigen Orten über die bekannte Galaxis hinaus möglich geworden. Die Calebans verlangten keine besondere Gegenleistung, sofern sie etwas über die Kulturen der Sentients, der bewussten Wesen lernen konnten. Allerdings verschwanden ohne erkennbaren Grund immer mehr Calebans. Schließlich meldete einer der Agenten des BuSab, Alichino Furuneo, dass ein kugelförmiges Raumfahrzeug der geheimnisvollen Calebans, ein sogenannter „Strandball“ an einer entlegenen Küstenregion des Planeten Cordiality („Herzlichkeit“) gelandet sei. Zunächst wurde der BuSab-Agent Mckie für Nachforschungen herangezogen, dem es mit Furuneo gelang, Kontakt zu einem eher weiblich wirkenden Caleban mit dem ungewöhnlichen Namen Fannie Mae aufzunehmen. Die Kommunikation mit dem Energiewesen war nur telepathisch möglich und erforderte die Verwendung eines speziellen Psychopharmakons bei den gewöhnlichen Sentients. Offenbar hatte dieser Caleban einen bizarren Vertrag mit einer sehr reichen und mächtigen, jedoch psychopathischen Frau namens Mliss Abnethe geschlossen, wodurch das Leben aller Sprungtür-Benutzer gefährdet wird. McKie findet kurz vor der möglichen Vernichtung der Calebanerin Fannie Mae heraus, dass diese eigentlich das Bewusstsein einer Sonne darstellt, nämlich von Thyone im Sternhaufen der Hyaden.

## Das Dosadi-Experiment
Die amphibienartigen Gowachim führen auf dem Planeten Dosadi seit vielen Generationen unter dem Schutz eines unpassierbaren Energiefelds, das von einem Caleban aufrechterhalten wird, ein riskantes soziokulturelles Experiment durch. In einer giftigen Umwelt und nur wenigen sicheren Bereichen leben 300 Millionen Menschen und Gowachim unter schrecklichen Bedingungen, wobei die genaue Position Dosadis nur wenigen bekannt ist. Der Kampf ums Überleben sollte nach Plan der Experimentatoren wertvollere Individuen hervorbringen, um der Gowachim-Elite Körper von besserer Qualität für ihre Körpertransfers zu liefern. Doch inzwischen ist Dosadi zu einem unkalkulierbaren Risiko geworden, vor dem die Schöpfer selbst Angst bekommen haben. Das Experiment soll gestoppt werden, indem der Planet vernichtet wird.
Jorj X. McKie vom Intergalaktischen Büro für Sabotage (BuSab) wird entsandt, um diesen Weltuntergang zu verhindern. Zunächst verhandelt er mit einem der hochgestellten Gowachim, Aritch, dem Hohen Meister des „Rennenden Stammes“. Dieser gibt ihm wichtige Informationen über Dosadi, scheint aber auch ein paar entscheidende Punkte zu verheimlichen. Irritierend für Mckie ist die Tatsache, dass Aritch ein weibliches Wesen von der Spezies der Wriver names Ceylang zur Legum, einer Vertreterin in Gowachin-Recht ausbildet. Die Gowachin hatten zuvor nur einen Außenweltler, nämlich Mckie selbst, als Vertreter des BuSab zum Legum ausbilden lassen, wobei jede Gerichtsverhandlung ein Spiel von Leben und Tod war. In diesem Zusammenhang schien die Einbindung einer Wrive besonders kritisch, da diese Spezies die Tötung eines Individuums nach einem klar definierten System der Blutrache behandelt. Dennoch lässt sich McKie durch die Energiebarriere teleportieren, wobei ihm weniger als drei Tage bleiben, um eine Lösung zu finden.

## Ausgaben
- Frank Herbert: Auge. Wilhelm Heyne Verlag, München 1985, ISBN 3-453-00959-2.
- Frank Herbert: Der letzte Caleban. Wilhelm Heyne Verlag, München 1980, ISBN 3-453-30194-3.
- Frank Herbert: Das Dosadi-Experiment. Wilhelm Heyne Verlag, München 1980, ISBN 3-453-30619-8.
- Frank Herbert: A matter of traces. In: Eye. iBooks, New York 2001, ISBN 0-7434-3479-X, S. 101–115.
- Frank Herbert: The tactful saboteur. In: Eye. iBooks, New York 2001, ISBN 0-7434-3479-X, S. 159–190.
- Frank Herbert: Whipping Star. Tor paperback edition, New York 2009, ISBN 978-0-7653-1775-9.
- Frank Herbert: The Dosadi Experiment. Tor paperback edition, New York 2002, ISBN 0-7653-4253-7.